# کارول کندال
کارول کندال (به انگلیسی: Carol "Siggy" Kendall) (متولد ۱۳ سپتامبر ۱۹۱۷ - درگذشته ۲۸ ژوئیه ۲۰۱۲) مولف داستان‌های کودکان اهل ایالات متحده آمریکا است.
از آثار او می‌توان به کتاب زمزمه گلاکن اشاره کرد.